# جمهة (مبين)

تعديل مصدري - تعديل

جمهة هي إحدى قرى عزلة الظفير بمديرية مبين التابعة لمحافظة حجة، بلغ تعداد سكانها 418 نسمة حسب تعداد اليمن لعام 2004.